# Arrondering
Arrondering (fra fransk arrondir) er at samle jordtilliggender omkring en ejendom, i ældre tid typisk at en herregård søgte at samle sit fæstegods i nærheden af hovedgården eller omkring en ladegård. Arrondering kunne ske ved mageskifte eller køb.
Fordelene var dels, at det var lettere for godsejeren at bruge fæstebønderne til hoveri, når de boede tæt på hovedgården og dens marker, dels kunne godsejeren opnå skattefrihed for de ugedagsbønder, der boede indenfor samme sogn som hovedgården og endelig gav det godsejeren større handlefrihed, hvis han ejede samtlige fæstegårde i de enkelte landsbyer. Derfor søgte godserne at arrondere deres tilliggender frem for, at gårdene lå spredt som strøgods. Disse bestræbelser blev imidlertid modvirket af arveregler, der skulle sikre alle arvinger andele i det arvede gods, idet et samlet jordtilliggende derved kunne blive opdelt og ejerskabet fordelt på flere personer.